# Bitte Orca
Bitte Orca je šesté studiové album americké indierockové hudební skupiny Dirty Projectors. Album vyšlo dne 9. června roku 2009 prostřednictvím hudebního vydavatelství Domino Records a jeho producentem byl zpěvák a kytarista skupiny David Longstreth. Na obalu alba, který byl inspirován obalem třetího alba skupiny Slaves' Graves and Ballads, se nachází fotografie dvou členek skupiny: Amber Coffman a Angel Deradoorian. V žebříčku Billboard 200 se album umístilo na 64. příčce a ke 4. dubnu 2012 se jej prodalo 85 000 kusů.

## Seznam skladeb
| Pořadí | Název                 | Autor                     | Délka |
| ------ | --------------------- | ------------------------- | ----- |
| 1.     | Cannibal Resource     | David Longstreth          | 3:55  |
| 2.     | Temecula Sunrise      | Longstreth                | 5:05  |
| 3.     | The Bride             | Longstreth                | 2:49  |
| 4.     | Stillness Is the Move | Longstreth, Amber Coffman | 5:14  |
| 5.     | Two Doves             | Longstreth                | 3:42  |
| 6.     | Useful Chamber        | Longstreth                | 6:28  |
| 7.     | No Intention          | Longstreth                | 4:17  |
| 8.     | Remade Horizon        | Longstreth                | 3:55  |
| 9.     | Fluorescent Half Dome | Longstreth                | 5:45  |

## Obsazení
Dirty Projectors
- David Longstreth
- Amber Coffman
- Angel Deradoorian
- Brian McOmber
- Nat Baldwin
- Haley Dekle

Ostatní hudebníci
- Jordan Dykstra – viola
- Caleb Russell – housle
- Andrew Todd – housle
- Anna Fritz – violoncello

Technická podpora
- David Longstreth – produkce, mixing, nahrávání bicích
- Robby Moncrieff – zvukový inženýr
- Nicolas Vernhes – dodatečná produkce, mixing
- Brian McOmber – nahrávání bicích
- Joe Lambert – mastering
- Jason Frank Rothenberg – fotografie na obalu
- Rob Carmichael – design obalu